# Chris Beckett
Chris Beckett (geboren am 28. Dezember 1955 in Oxford) ist ein britischer Schriftsteller und Hochschullehrer.

## Leben
Chris Beckett wurde als Sohn einer Ärztin und eines Bodenwissenschaftlers in Oxford geboren. Heute lebt er mit seiner Frau Maggie in Cambridge. Er hat drei erwachsene Kinder.

### Akademische Laufbahn
Chris Beckett studierte Psychologie an der University of Bristol, Sozialarbeit an der University of Wales und am Goldsmiths College und Englisch an der Anglia Ruskin University. Er war als Sozialarbeiter tätig, promovierte 2010 an der Anglia Ruskin University im Bereich soziale Arbeit und arbeitet seitdem als Hochschullehrer (Senior Lecturer) an der University of East Anglia.

### Schriftstellerische Tätigkeit
Chris Beckett veröffentlichte Anfang der 1990er Jahre seine ersten Kurzgeschichten im Science-Fiction-Magazin Interzone. Sein erster Roman, The Holy Machine (dt. Messias-Maschine), erschien 2004, seine erste Sammlung von Kurzgeschichten, The Turing Test, erschien 2008 und gewann 2009 den Edge Hill Short Story Prize. Es folgte der Roman Marcher 2009 (eine überarbeitete Fassung erschien 2014). Bekanntheit erlangte er mit seiner bislang nicht ins Deutsche übersetzten Eden-Trilogie, deren erster Teil, Dark Eden, 2012 erschien und den Arthur C. Clarke Award gewann. Es folgten Mother of Eden 2015 und Daughter of Eden 2016.

## Auszeichnungen
- 1994 Interzone Readers Poll für The Welfare Man in der Kategorie „Fiction“
- 2009 Edge Hill Short Story Prize für die Sammlung The Turing Test
- 2013 Arthur C. Clarke Award für Dark Eden

## Bibliografie
The Holy Machine
- La Macchina (in: Interzone, #46 April 1991)
- The Long Journey of Frozen Heart (in: Interzone, #49 July 1991)
- The Holy Machine (2004)
  - Deutsch: Messias Maschine. Droemer Knaur (Knaur-Taschenbücher #51119), 2012, ISBN 978-3-426-51119-0.

Dark Eden
- 1 Dark Eden (2012)
- 2 Mother of Eden (2015)
- 3 Daughter of Eden (2016)
- The Circle of Stones (in: Interzone, #56 February 1992)
- Dark Eden (in: Asimov’s Science Fiction, March 2006)
- Eden’s Story (Sammelausgabe von 1–3; 2017)

Outsiders (Kurzgeschichten)
- The Perimeter (in: Asimov’s Science Fiction, December 2005)
- Piccadilly Circus (in: Interzone, #198 May-June 2005)

Romane
- Marcher (2008)
- America City (2017)
- Beneath the World, a Sea (2019)
- Two Tribes (2020)

Sammlungen
- The Turing Test (2008)
- The Peacock Cloak (2013)
- Spring Tide (2018)

Kurzgeschichten
1990:
- A Matter of Survival (in: Interzone, #40 October 1990)

1993:
- The Welfare Man (in: Interzone, #74 August 1993)

1994:
- Jazamine in the Green Wood (in: Interzone, #86 August 1994)

1995:
- The Warrior Half and Half (in: Interzone, #102 December 1995)

1999:
- Valour (in: Interzone, #141 March 1999)

2000:
- The Marriage of Sky & Sea (in: Interzone, #153 March 2000)
- The Gates of Troy (in: Interzone, #154 April 2000)
- Snapshots of Apirania (in: Interzone, #160 October 2000)

2001:
- Marcher (in: Interzone, #172 October 2001)
- Watching the Sea (in: Interzone, #173 November 2001)

2002:
- To Become a Warrior (in: Interzone, #180 June-July 2002)
- The Turing Test (in: Interzone, #183 October 2002)

2003:
- Monsters (in: Interzone, #186 February 2003)

2004:
- Tammy Pendant (in: Asimov’s Science Fiction, March 2004)
- We Could be Sisters (in: Asimov’s Science Fiction, October-November 2004)

2006:
- Karel’s Prayer (in: Interzone, #206 October 2006)

2008:
- Greenland (in: Interzone, #218 October 2008)
- Poppyfields (in: Interzone, #218 October 2008)
- Rat Island (in: Interzone, #218 October 2008)

2009:
- Atomic Truth (in: Asimov’s Science Fiction, April-May 2009)
- The Famous Cave Paintings on Isolus 9 (2009, in: Peter Crowther und Nick Gevers (Hrsg.): Enemy of the Good (Postscripts #19))

2010:
- Johnny’s New Job (in: Interzone, #227 March-April 2010)
- Our Land (2010, in: Ian Whates (Hrsg.): Conflicts)
- The Peacock Cloak (in: Asimov’s Science Fiction, June 2010)
- The Desiccated Man (2010, in: Peter Crowther und Nick Gevers (Hrsg.): The Company He Keeps (Postscripts 22/23))

2011:
- Two Thieves (in: Asimov’s Science Fiction, January 2011)
- Day 29 (in: Asimov’s Science Fiction, July 2011)

2012:
- The Caramel Forest (in: Asimov’s Science Fiction, December 2012)

2014:
- The Goblin Hunter (2014, in: Ian Whates (Hrsg.): Solaris Rising 3: The New Solaris Book of Science Fiction)

2018:
- Aphrodite (2018, in: Chris Beckett: Spring Tide)
- Cellar (2018, in: Chris Beckett: Spring Tide)
- Creation (2018, in: Chris Beckett: Spring Tide)
- Dear (2018, in: Chris Beckett: Spring Tide)
- The End of Time (2018, in: Chris Beckett: Spring Tide)
- Frozen Flame (2018, in: Chris Beckett: Spring Tide)
- The Gates of Eden (2018, in: Chris Beckett: Spring Tide)
- The Great Sphere (2018, in: Chris Beckett: Spring Tide)
- The Kite (2018, in: Chris Beckett: Spring Tide)
- The Lake (2018, in: Chris Beckett: Spring Tide)
- Love (2018, in: Chris Beckett: Spring Tide)
- The Man Who Swallowed Himself (2018, in: Chris Beckett: Spring Tide)
- Newmarket (2018, in: Chris Beckett: Spring Tide)
- Ooze (2018, in: Chris Beckett: Spring Tide)
- Rage (2018, in: Chris Beckett: Spring Tide)
- Roundabout (2018, in: Chris Beckett: Spring Tide)
- Sky (2018, in: Chris Beckett: Spring Tide)
- Spring Tide (2018, in: Chris Beckett: Spring Tide)
- The Steps (2018, in: Chris Beckett: Spring Tide)
- Still Life (2018, in: Chris Beckett: Spring Tide)
- Transients (2018, in: Chris Beckett: Spring Tide)
- Memories of a Table (2018, in: Ian Whates und Tom Hunter (Hrsg.): 2001: An Odyssey in Words)

2019:
- The Land of Grunts and Squeaks (2019, in: David Gullen (Hrsg.): Once Upon a Parsec: The Book of Alien Fairy Tales)